# 裾野村
裾野村（すそのむら）は、かつて青森県にあった村。

## 沿革
- 1889年（明治22年）4月1日 - 町村制施行により中津軽郡大森村、貝沢村、鬼沢村、楢木村、十面沢村、十腰内村が合併し、裾野村が発足。
- 1955年（昭和30年）3月1日 - 弘前市に編入され消滅。